# Grundwassererwärmung
Als Grundwassererwärmung wird die Erwärmung des Grundwassers durch technische Maßnahmen verstanden. In Frage kommen die Einleitung von erwärmten Kühl- oder Abwässern, oder die Wärmestrahlung von Gebäuden.
Der Journalist Andreas Frey sieht unter Berufung auf die Fachwelt (z. B. den Hydrogeologen Alexander Limberg) die Grundwassererwärmung als eine von mehreren Folgen der Aufheizung des Bodens unterhalb von modernen Großstädten an. Diese Entwicklung stellt laut Frey „den vielleicht drastischsten Eingriff in ein ebenso einzigartiges wie unerforschtes Ökosystem“ dar.